# Старий Остропіль
Старий Остропіль — село в Україні, у Староостропільській сільській громаді Хмельницького району Хмельницької області.
Старий Остропіль розташований у мальовничій місцині над р. Случ на відстані 35 км від залізничної станції міста Старокостянтинова та 80 км від районного та обласного центру міста Хмельницького. Це історичне волинське містечко, колишній райцентр, нині село. Населення Старого Острополя становить 1374 осіб. До 2020 орган місцевого самоврядування — Староостропільська сільська рада.

## Населення
За даними перепису населення СРСР 1939 року кількість населення становила 3743 особи, з них українців — 2481, росіян — 98, євреїв — 1 063, поляків — 57, інших — 44.

### Мова
Розподіл населення за рідною мовою за даними перепису 2001 року:
| Мова       | Кількість | Відсоток |
| ---------- | --------- | -------- |
| Українська | 1357      | 98,76 %  |
| Російська  | 13        | 0,95 %   |
| Вірменська | 4         | 0,29 %   |
| Усього     | 1374      | 100 %    |

## Історія
Остропіль як місто було засновано в 1576 році князем Костянтином Василем Острозьким (наприкінці вересня 1575 року князь із військом заліг Басарабів брід на р. Случ і розбив тут кілька татарських загонів, які поверталися з набігу на Волинь; відтак, напевно, оцінивши стратегічне значення цієї позиції, він і заклав невдовзі на цьому місці місто Остропіль).
У 1592 році під час повстання Косинського повстанцям — нереєстровим козакам, міщанам, селянам — вдалося здобути сильно захищене місто Острополь, яке на деякий час стало резиденцією Криштофа Косинського. У лютому 1595 року Северин Наливайко на чолі загону (1000 осіб) перебував у містечку.
У 1619 році містечко Остропіль уже складалось з укріпленого міста та замку. Остропіль стає значним ремісничим і торговельним містом, яке об'єднувало 23 села.
У період Хмельниччини, з 1648 року містечко було деякий час осередком Волинського (Остропільський) полку. Проте група польських військ Станіслава Лянцкоронського 5 червня 1649 року розпочала наступ і змусила козаків Кривоносенка відступити з Красилова і Старокостянтинова до Острополя. Після жорстоких боїв, долаючи «впертий опір», полякам вдалося захопити місто. Однак частина козаків з міщанами замкнулись в замку і відбивали атаки противника. Домовившись про вільний вихід обложених з міста за умови припинення ними боротьби, поляки, порушивши домовленості, підступно напали на них і майже усіх знищили. Лише небагатьом, у тому числі полковнику Олександру Кривоносенку, вдалося врятуватися.
Відповіддю на виправи польських військ став похід Богдана Хмельницького до Збаража у липні — серпні 1649 року, під час якого більшу частину Волині, зокрема й Старий Остропіль, було знову включено до Української держави.
Відродження міського господарства виявилося справою достатньо тривалою. На цьому шляху міста отримали певну підтримку з боку королівської влади у вигляді повторного надання/підтвердження магдебурзьких привілеїв, грамот на ярмарки та торги тощо, які, на думку короля та власників міст, мали врятувати урбаністичні осередки від зубожіння, а особливо це стосувалося Південно-Східної Волині. Таким чином низка міст регіону отримали королівські привілеї на самоврядування в середині та третій чверті XVIII ст. Зокрема, за даними В. Тхора, був і Остропіль, і Базалія.
У 2-й половині XVIII століття Остропіль пов'язаний з життям і діяльністю його визначного уродженця Гершеле Острополера, що став одним із головних персонажів фольклорної традиції східноєвропейських євреїв.
У 1751 р. Барбара-Урсула Сангушко (до шлюбу Дуніна, 1718—1791), третя дружина Павла Кароля Сангушка (1680—1750), отримала у трилітню оренду місто Новий Острополь із передмістями з рук ольштинського старости Францішка-Фердинанда Любомирського (1712—1774)
7 (20) листопада 1917 року, відповідно до Третього Універсалу Української Центральної Ради, увійшло до складу Української Народної Республіки.
Внаслідок поразки Перших визвольних змагань село надовго окуповане більшовицькими загарбниками.
У 1932—1933 Остропіль потерпає від сталінського геноциду.
Внаслідок нового радянського адміністративно-територіального поділу Остропіль стає райцентром у 1935 році.
У липні 1941 року Остропіль зайняли гітлерівські війська.
4 березня 1944 року Остропіль було зайнято радянськими військами.
У 1959 році Остропільський район було ліквідовано і таким чином Остропіль утратив статус райцентру.
З 24 серпня 1991 року село належить до незалежної України.
Нині (2000-ні) Старий Остропіль — достатньо велике село, в якому діють незначні сільськогосподарські підприємства, працює школа, функціонують автостанція, низка закладів торгівлі, свою діяльність здійснюють декілька релігійних громад.
12 червня 2020 року, відповідно до розпорядження Кабінету Міністрів України № 727-р «Про визначення адміністративних центрів та затвердження територій територіальних громад Хмельницької області», увійшло до складу Староостропільської сільської громади.
19 липня 2020 року, після ліквідації Старокостянтинівського району, село увійшло до Хмельницького району.

## Історичні та історико-архітектурні пам'ятки
Старий Острополь відомий своїм храмом — Преображенською церквою (1840), що є оригінальною пам'яткою-класицистичною ротондою.
У сучасному селі також є декілька меморіальних місць, у тому числі і з встановленими пам'ятниками:
- пам'ятний знак на честь 360-ї річниці битви під Старим Острополем;
- пам'ятник воїнам-визволителям Великій Вітчизняній війні 1941—1945 рр.;
- братська могила загиблих у Великій Вітчизняній війні 1941—1945 рр.

## Відомі люди
Острополь був значним осереддям волинсько-подільської єврейської громади. Його уродженцями були:
- Гольдштейн Мойсей Маркович (відомий як В. Володарський, 1891—1918) — діяч російського революційного руху.
- Дзюба Олег Андрійович (1952) — український естрадний і камерний співак, педагог. Народний артист України.
- Юрій Клен (1891—1947) — видатний український поет, перекладач, літературний критик, викладач Українського Вільного Університету в Празі, народився у Сербинівці неподалік Старого Острополя.
- Морська Марія Іванівна (справжнє прізвище — П'єткевич-Фессінг) (1895—1932) — українська актриса і сценограф. Дружина режисера Олександра Загарова.
- Гершеле Острополер (1757—1811) — історична особа, єврей-різник з Острополя, що уславився своїми витівками і влучними відповідями, ставши одним з головних героїв усної традиції, зокрема жартів і анекдотів східноєвропейських євреїв;
- Микола Тищук (1924—1985), український сатирик і гуморист, байкар, у 1941 закінчив остропільську середню школу.

З Острополем пов'язана діяльність Олександра Кривоносенка — українського військового діяча часів Української держави XVII століття. Крім того, в Острополі народилася мати відомого бас-гітариста Тоні Левіна.

## Галерея

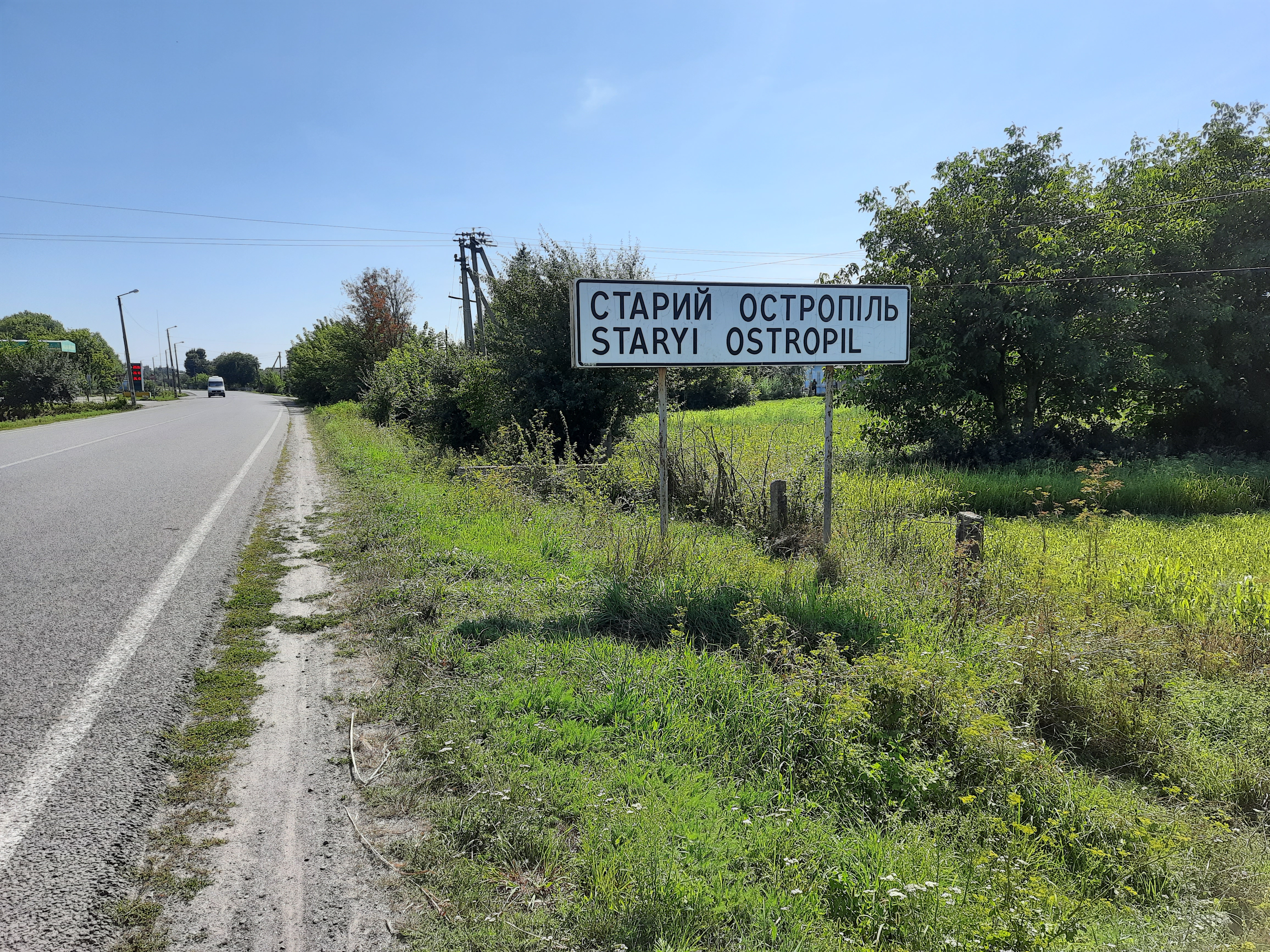
Дорожній знак при в'їзді в село
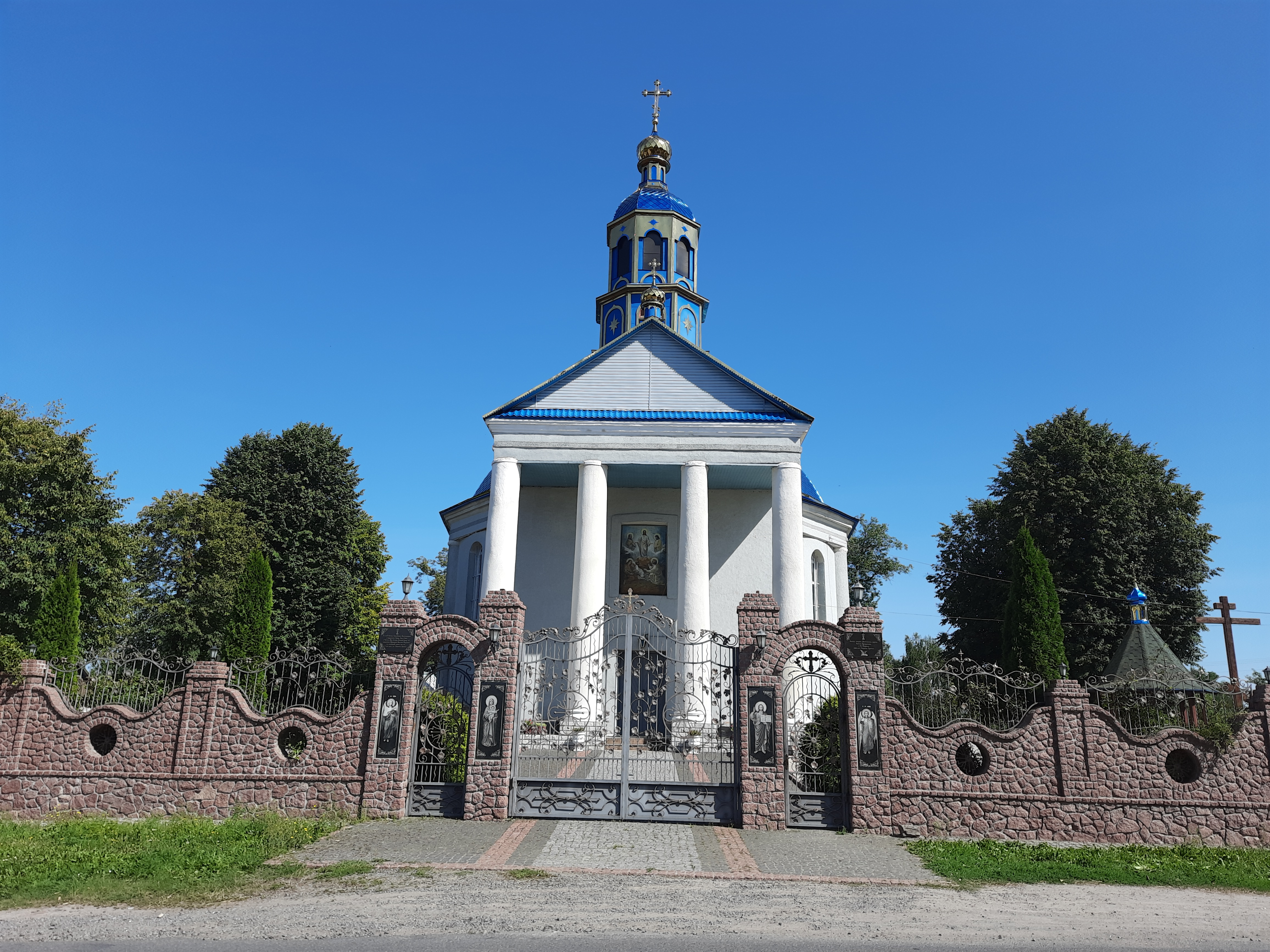
Церква Преображення Господнього
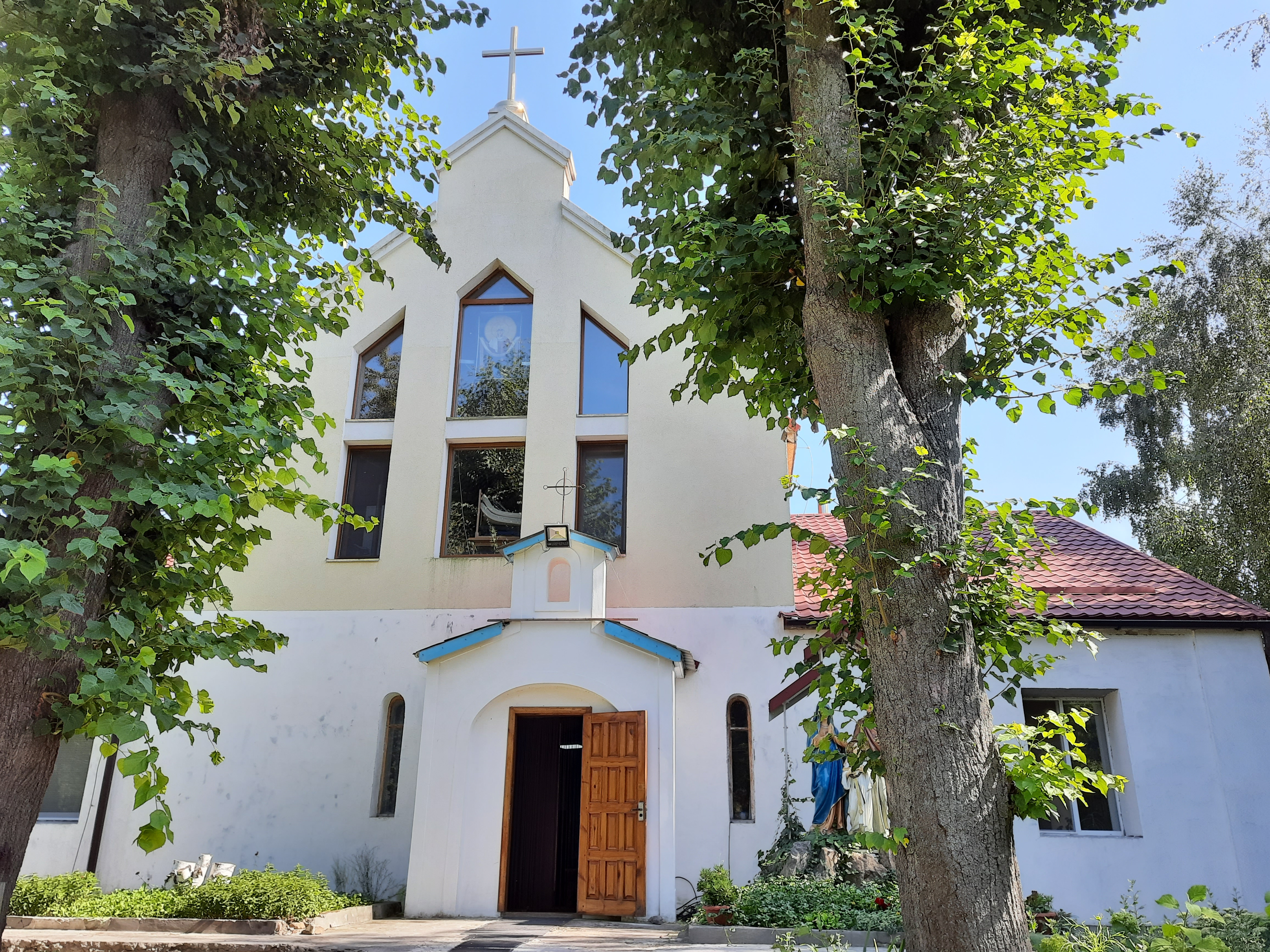
Костел
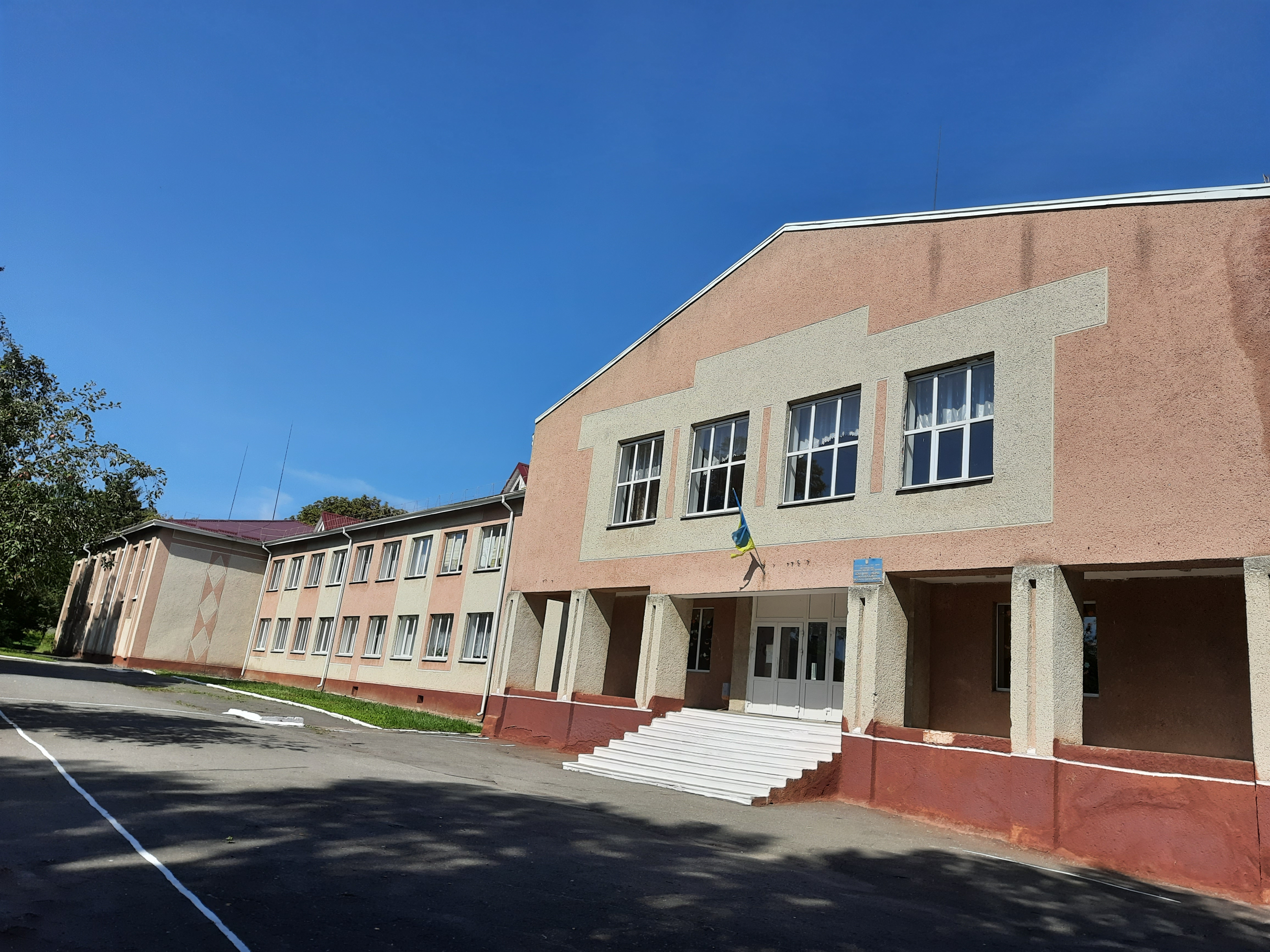
Школа
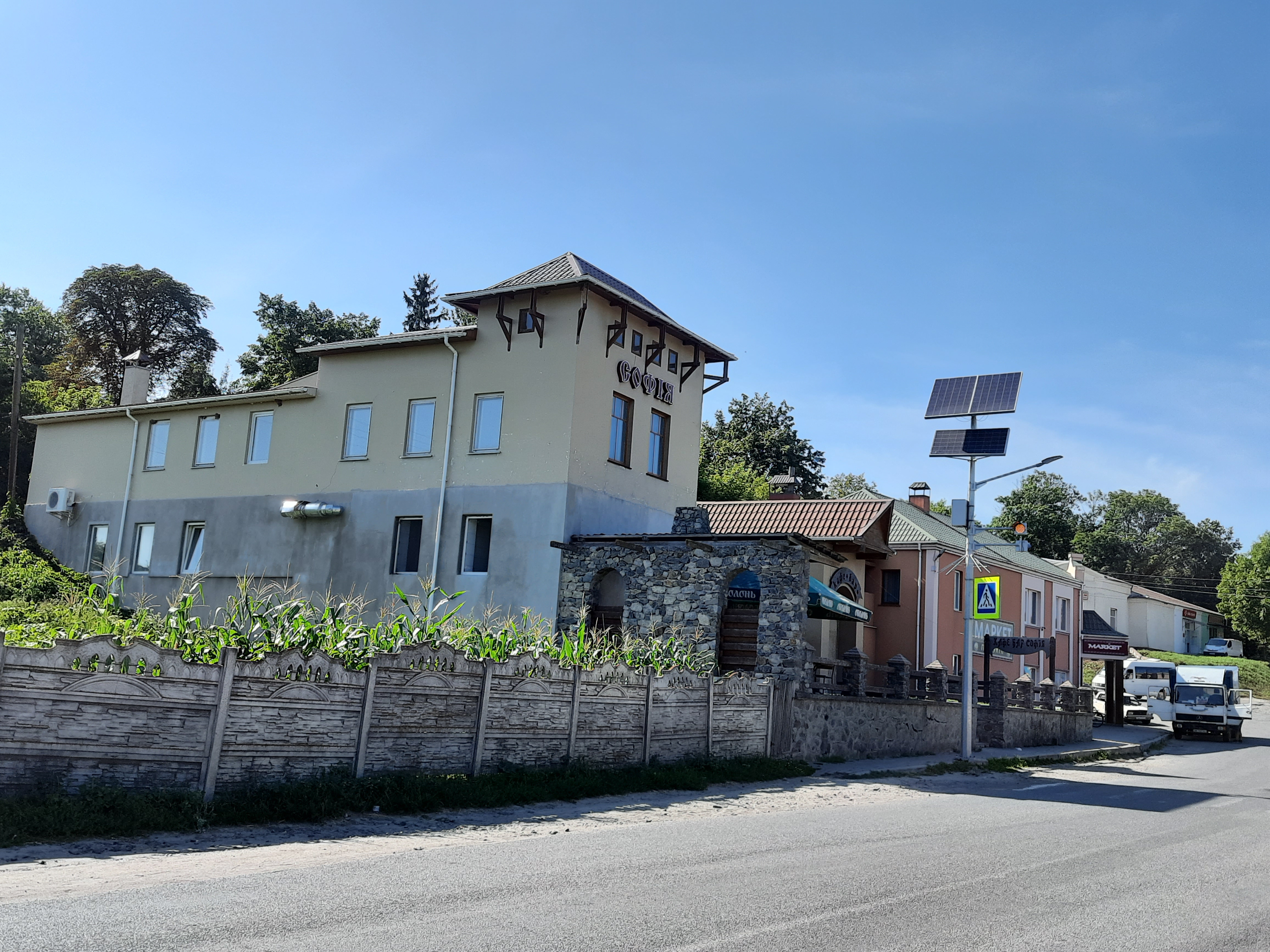
В центрі села
Случ у Старому Острополі
Преображенська церква
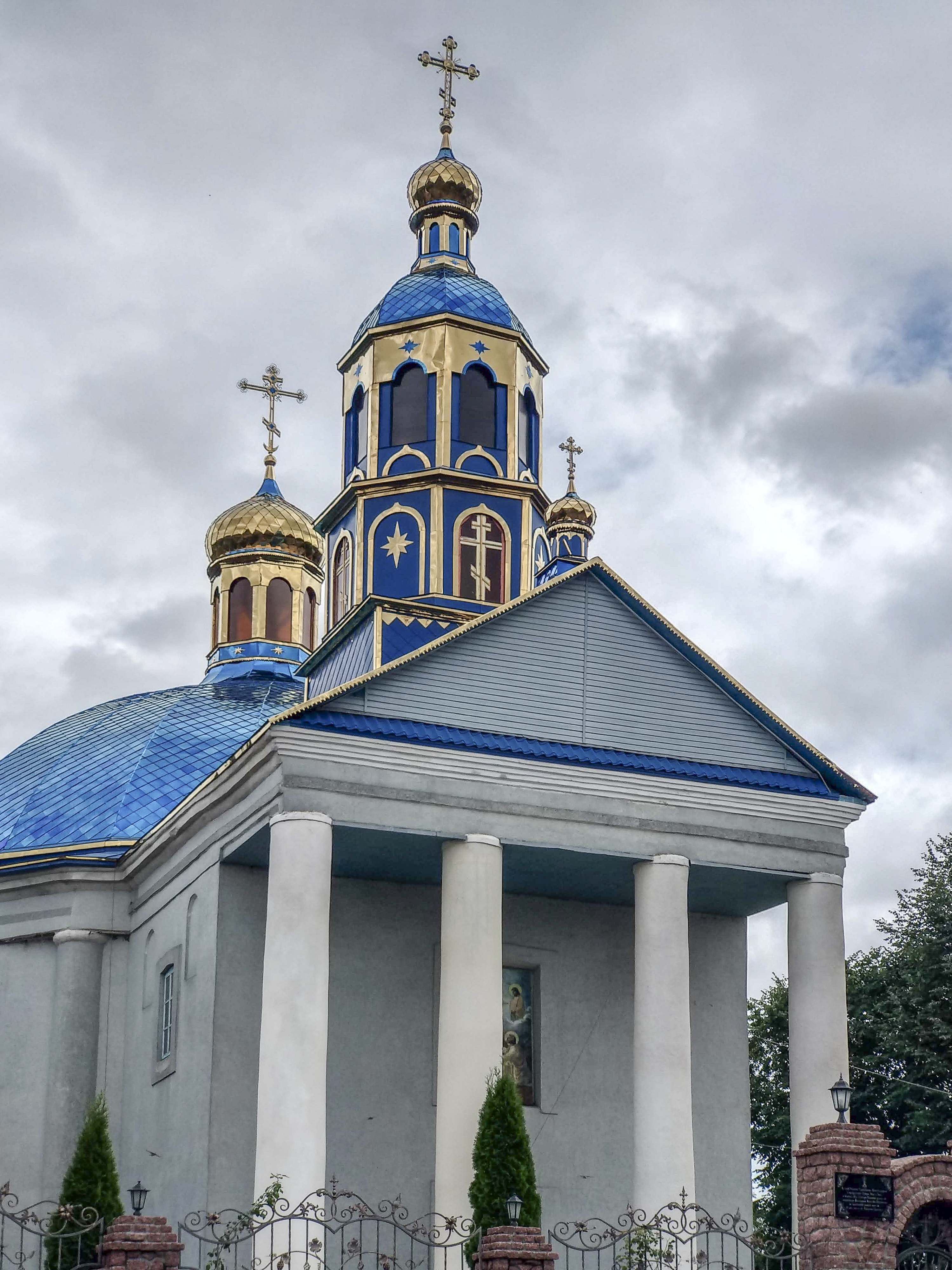
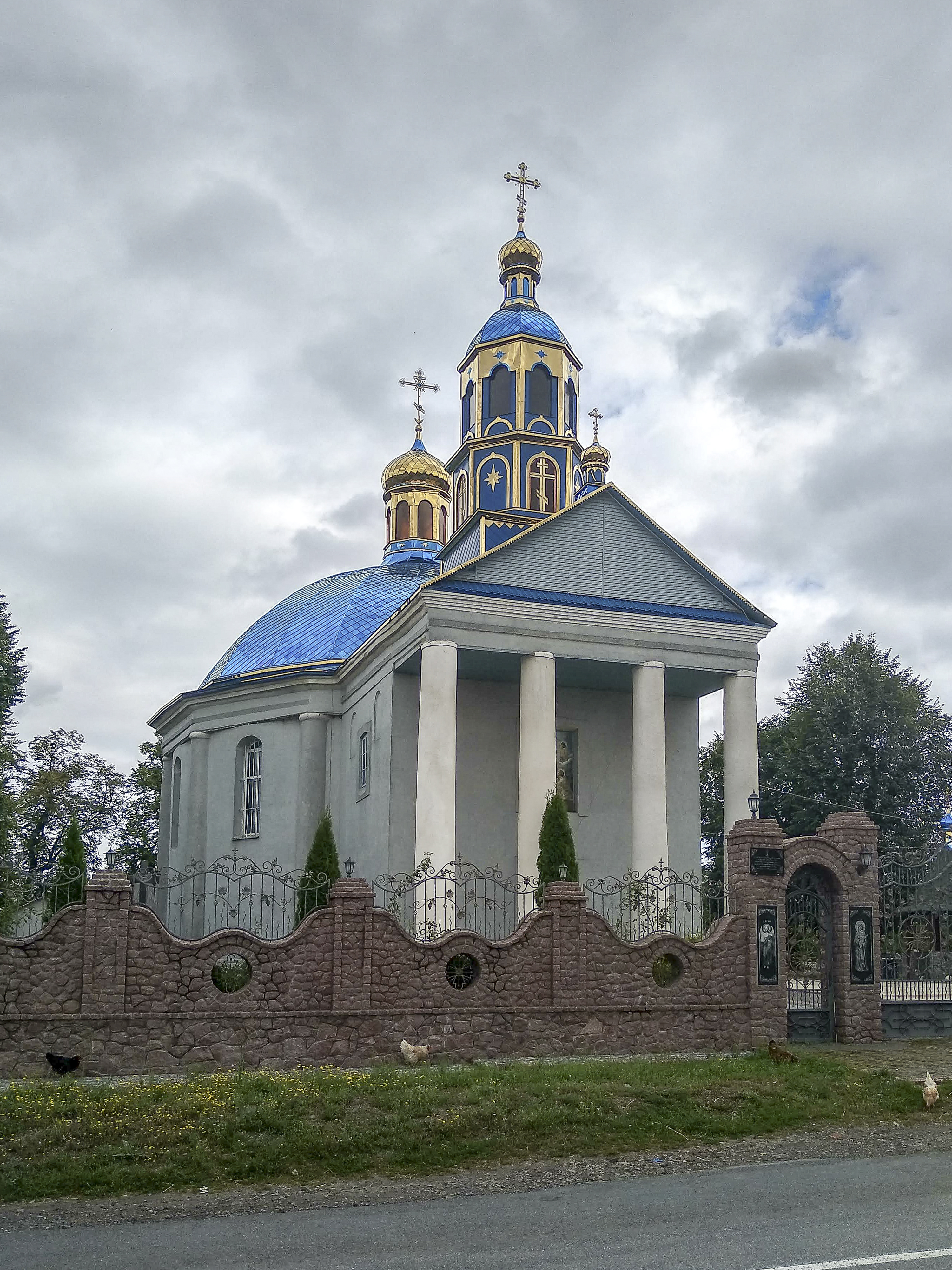
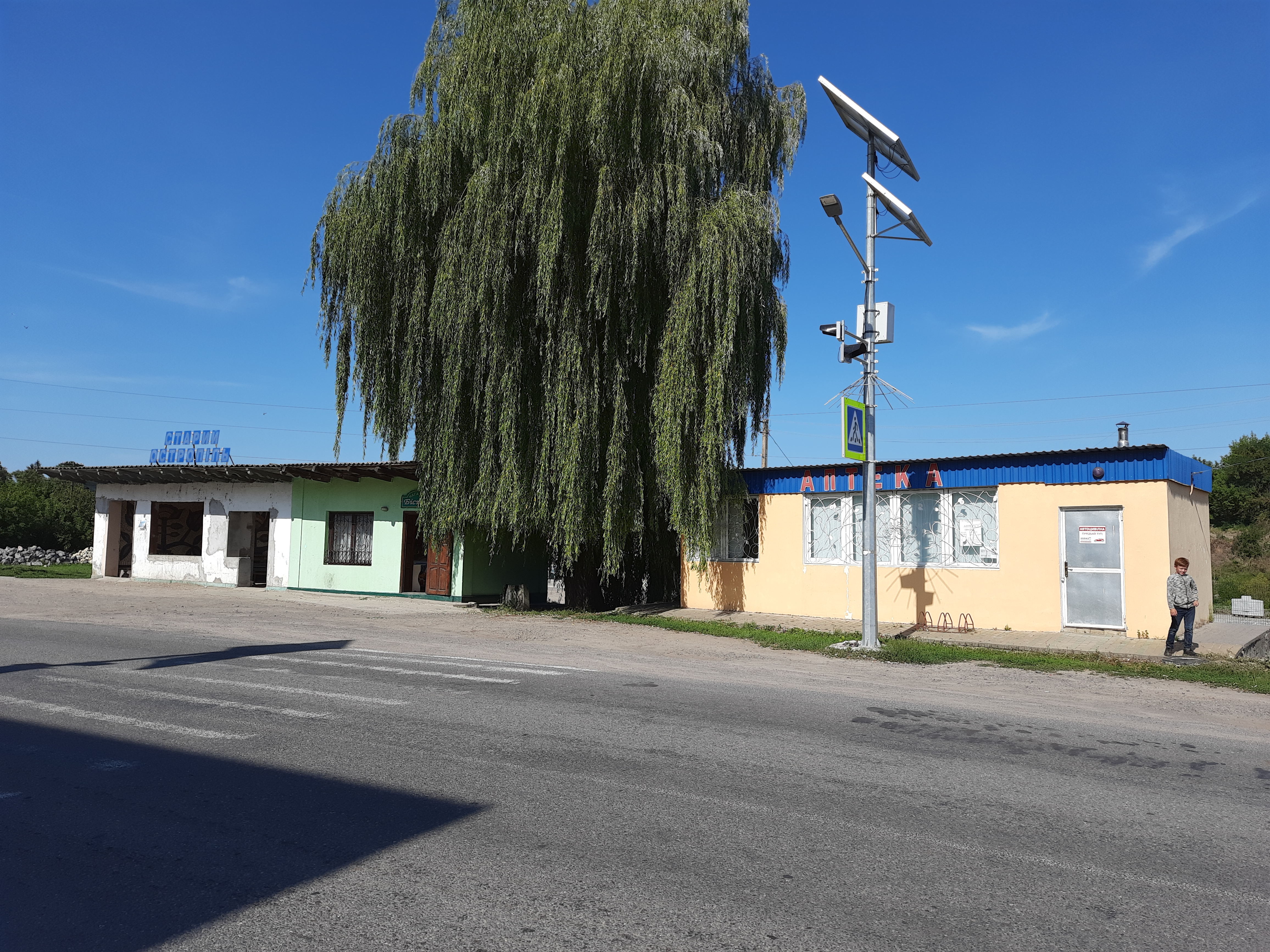
Крамниці
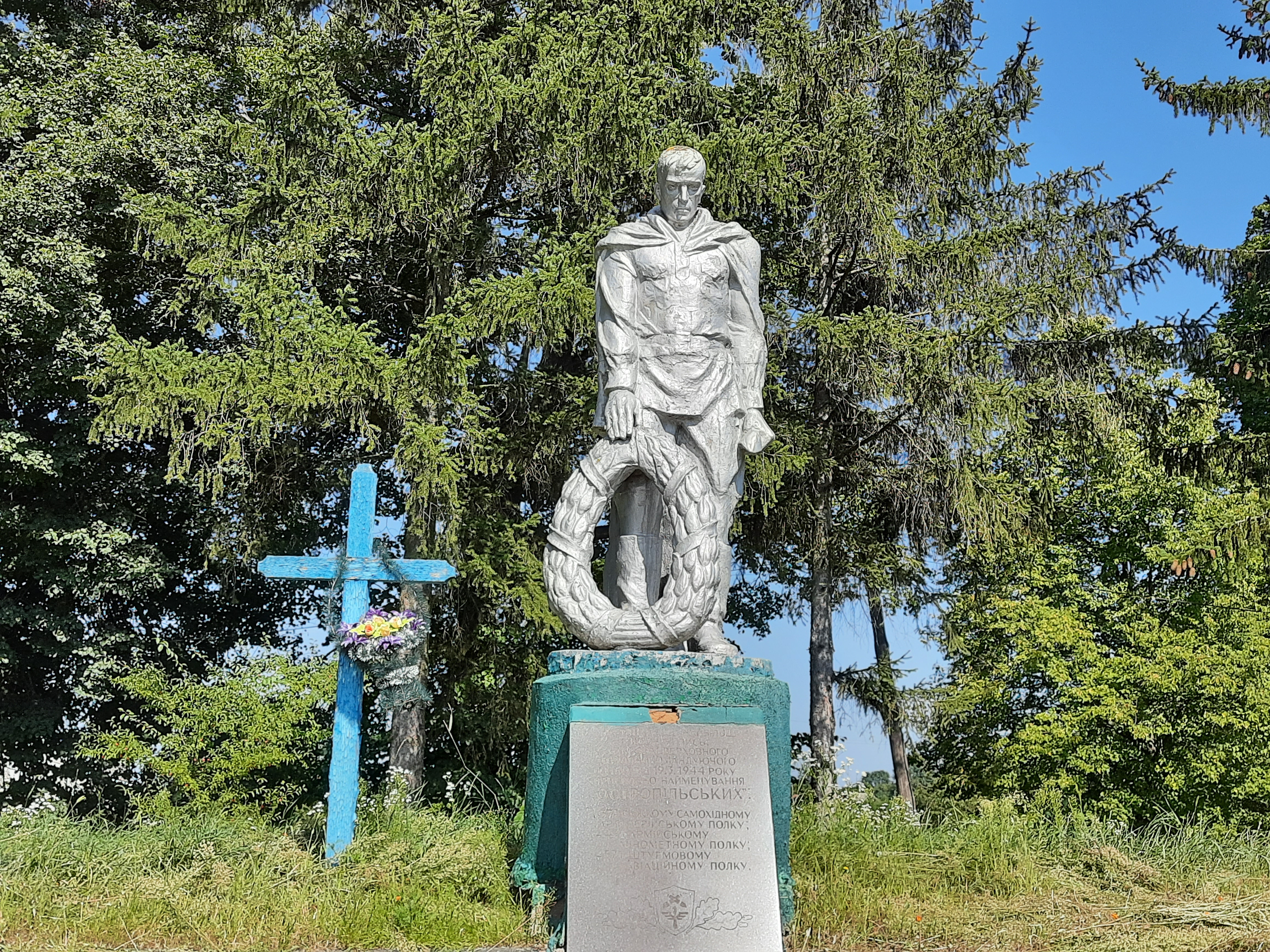
Братська могила загиблим у Другій світовій війні.
Пам'ятник радянським солдатам